# Orival (Sena Marítimo)
 Orival  es una población y comuna francesa, en la región de Alta Normandía, departamento de Sena Marítimo, en el distrito de Rouen y cantón de Elbeuf.

## Demografía
| 1228 | 1164 | 1132 | 926 | 1004 | 1071 |
| Para los censos de 1962 a 1999 la población legal corresponde a la población sin duplicidades (Fuente: INSEE [Consultar]) |      |      |     |      |      |